# Patrick Modiano
Patrick Modiano (født 30. juli 1945 i Boulogne-Billancourt) er en fransk forfatter, der i 1978 fik Goncourtprisen for romanen Rue des boutiques obscures. I 2014 blev han tildelt Nobelprisen i litteratur.

## Titler oversat til dansk
- En stamtavle (2017, originaltitel Un pedigree)
- Så du ikke farer vild i kvarteret (2017, Pour que tu ne te perdes pas dans le quartier)
- De dunkle butikkers gade (2015, Rue des boutiques obscures)
- Dora Bruder (2015, originaltitel Dora Bruder, 1997).[1]
- Et forbasket forår & Smertepunktet (2015 Chien de printemps & Remise de peine)
- Askeblomster (1994, originaltitel Fleurs de ruine, 1991)[2]
- Forstædernes boulevarder (1974, originaltitel Les boulevards de ceinture, 1972)